# A85 road
Die A85 road ist eine A-Straße in Schottland. Sie verläuft in West-Ost-Richtung quer durch die südlichen Highlands von der Westküste in Oban über Crieff und Perth bis Dundee am Firth of Tay. Sie stellt eine der wichtigsten Querverbindungen nördlich des Central Belt dar. Ursprünglich verlief die Straße durchgehend von Oban bis Dundee, der Abschnitt zwischen Perth und dem westlichen Stadtrand von Dundee wurde jedoch im Zuge des Ausbaus der durchgehenden Verbindung von Edinburgh bis Aberdeen der M90 bzw. A90 zugeordnet.

## Verlauf
In Oban beginnt die A85 am Argyll Square, südlich der Innenstadt am Endbahnhof der Stichstrecke der West Highland Line nach Oban. Sie führt von dort nach Norden durch die Innenstadt, teils durch Einbahnstraßen in Parallelführung. Oban verlässt die A85 nach Nordosten, vorbei an Dunbeg erreicht sie das Südufer von Loch Etive an dessen Mündung in den Firth of Lorn. Bei Connel zweigt die nach Norden in Richtung Ballachulish führende A828 ab und überquert Loch Etive auf der Connel Bridge. Die A85 verläuft weiter am Südufer von Loch Etive und unterquert die Connel Bridge. Das Ufer verlässt die A85 bei Taynuilt und verläuft parallel zum River Awe und der West Highland Linie weiter in Richtung Osten. Unterhalb des Ben Cruachan erreicht die Straße das Nordufer von Loch Awe und passiert das dortige Speicherkraftwerk an den Falls of Cruachan.

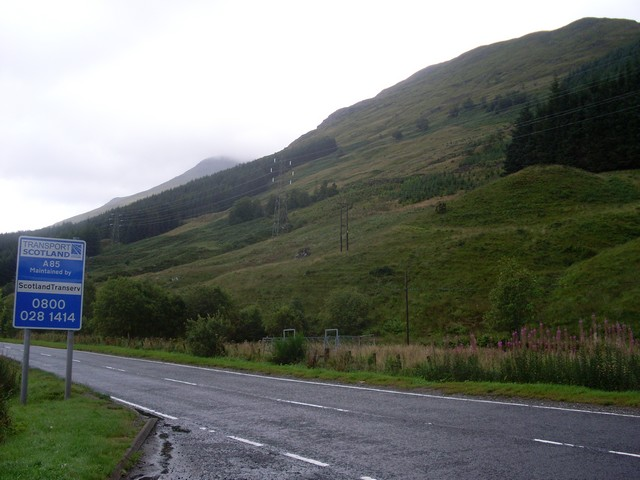
Die A85 im Glen Dochart bei Crianlarich

Am Ostende von Loch Awe passiert die A85 die Ruinen von Kilchurn Castle. Kurz danach zweigt die A819 in Richtung Inveraray nach Süden ab. Im Tal zunächst des River Orchy und dann des River Lochy verläuft die Straße über die kleine Ortschaft Dalmally weiter nach Osten, immer parallel zur Bahnlinie, bis zur Verzweigung mit der A82, kurz vor Tyndrum. In diesem Bereich liegt auch die Wasserscheide zwischen Schottischer See und Nordsee. Die A82 und A85 werden bis kurz vor Crianlarich gemeinsam geführt. Kurz nachdem die A82 nach Süden abzweigt, passiert die A85 den Bahnknotenpunkt Crianlarich und unterquert den Ast der West Highland Linie in Richtung Fort William.
Ab Crianlarich verläuft die A85 weiter nach Osten im Tal des River Tay, der oberhalb von Loch Tay als River Dochart bezeichnet wird. Das als Glen Dochart bezeichnete Tal wird auf beiden Seiten von Bergen eingefasst, darunter mehrere  Munros wie etwa der südlich liegende, 1174 Meter hohe Ben More oder der nördlich liegende, 959 Meter hohe Meall Glas. Mit Loch Dochart und Loch Iubhair passiert die A85 zwei kleinere Seen. Die A85 nutzt hier teilweise den Bahndamm der infolge der Beeching-Axt 1965 stillgelegten Bahnstrecke der früheren Callander and Oban Railway von Callander nach Crianlarich. Bei der Verzweigung Lix Toll zweigt die A827 in Richtung Killin und Loch Tay ab. Die A85 wendet sich nach Südosten in das Glen Ogle. Bei Lochearnhead zweigt die A84 in Richtung Callander und Stirling ab. Dort erreicht die Straße auch das Ostende von Loch Earn, dessen Nordufer sie in kompletter Länge in Richtung Osten folgt. Ab St Fillans verläuft die A85 im Tal des River Earn, dem sie bis Comrie folgt. Ab Comrie folgt die A85 dem River Earn in etwas größerem Abstand bis Crieff.

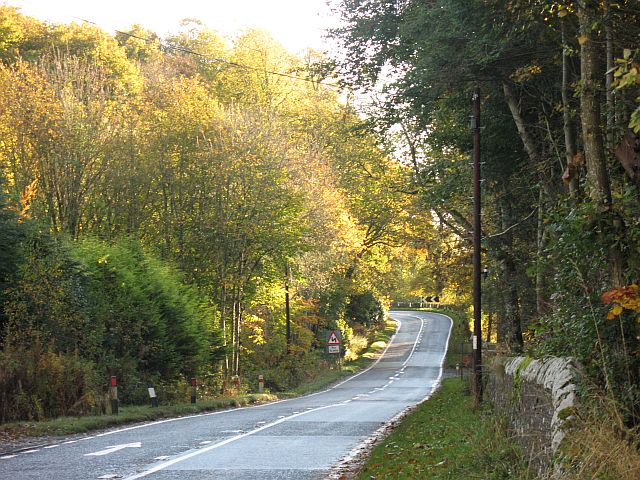
Die A85 bei Milton of Abercairny, zwischen Crieff und Perth

In Crieff zweigt die A822 nach Süden ab, die eine Querverbindung zur A9 herstellt. Wenige Kilometer östlich von Crieff zweigt die A822 bei der kleinen Ansiedlung Gilmerton in Richtung Norden ab, sie stellt Verbindungen in Richtung Dunkeld und Aberfeldy her. Bis Perth verläuft die A85 durch landwirtschaftlich genutzte Gebiete nach Osten, lediglich von der Ortschaft Methven unterbrochen. Kurz vor Perth kreuzt die hier autobahnähnlich ausgebaute A9, die über eine Auffahrt mit der A85 verbunden ist. Die A85 verläuft durch Perth, teils parallel zur A912 und A93. Für den Durchgangsverkehr besteht über die A9 und die M90 eine Umgehungsmöglichkeit des Stadtzentrums.

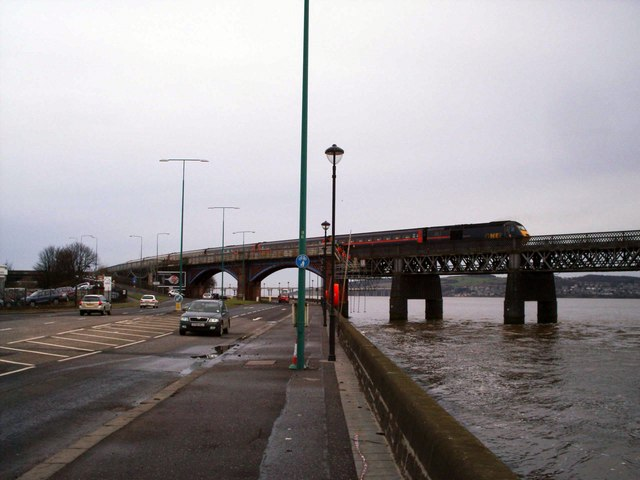
Die A85 auf dem Riverside Drive in Dundee, kurz vor der Unterquerung der Firth-of-Tay-Brücke

Südöstlich von Perth trifft die A85 auf die M90, die bald in die A90 übergeht und die alte Führung der A85 übernommen hat. Die A90 ist autobahnähnlich ausgebaut, kurz vor Dundee beginnt am Kreisverkehr Swallow Roundabout der verbliebene Restabschnitt der A85 bis ins Stadtzentrum von Dundee. Dieser Abschnitt verläuft am Nordufer des Firth of Tay und passiert dabei den Flughafen Dundee. Das Ende der A85 befindet sich am Bahnhof von Dundee, nachdem die A85 zuvor das Nordende der Firth-of-Tay-Brücke unterquert hat. Die A991, der Innenstadtring von Dundee, nimmt die Verkehrsströme der A85 auf.